# Timoteo Briet Montaud
Timoteo Briet Montaud (Cocentaina, 3 maart 1859 - Alcoy, 30 januari 1925) was een Spaans architect. Hij was een van de belangrijkste vertegenwoordigers van de jugendstil in Alcoy en Valencia. In zijn werk is een sterke invloed te zien van de Sezession-beweging.
In 1890 behaald hij zijn diploma aan de School voor Architectuur van Barcelona, waarna hij drie jaar later trouwt met Maria Valor Boronat. In 1902 wordt hij door de gemeente Alcoy aangesteld als gemeentelijk architect. Gedurende zijn carrière realiseert hij meer dan veertig verschillende projecten, waarvan het overgrote merendeel in Alcoy. Hij is gedurende zijn carrière tevens verantwoordelijk geweest voor het ontwerp van enkele kleinere projecten in Banyeres de Mariola en Bocairent.

## Galerij

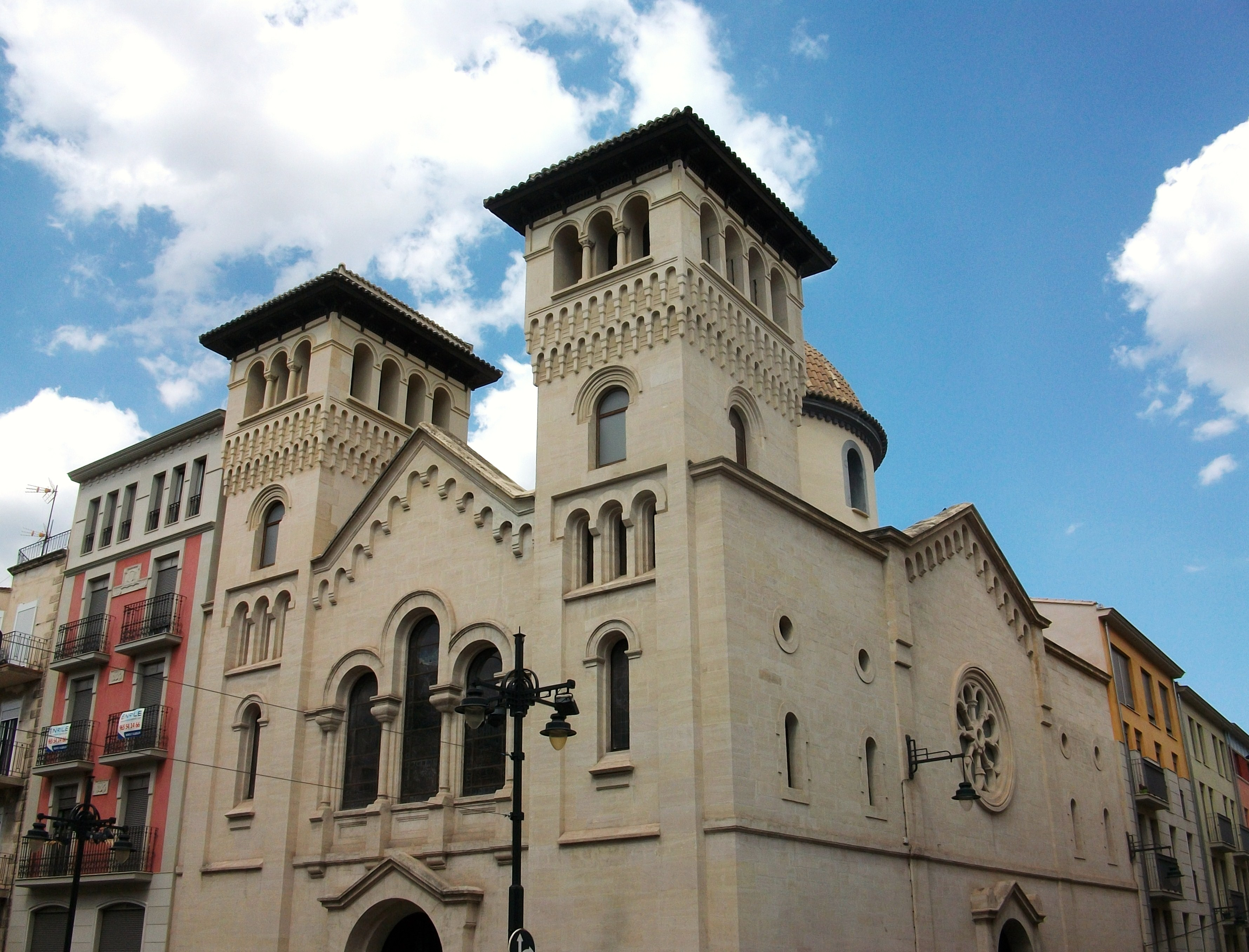
Iglesia de San Jorge in Alcoy (1913)
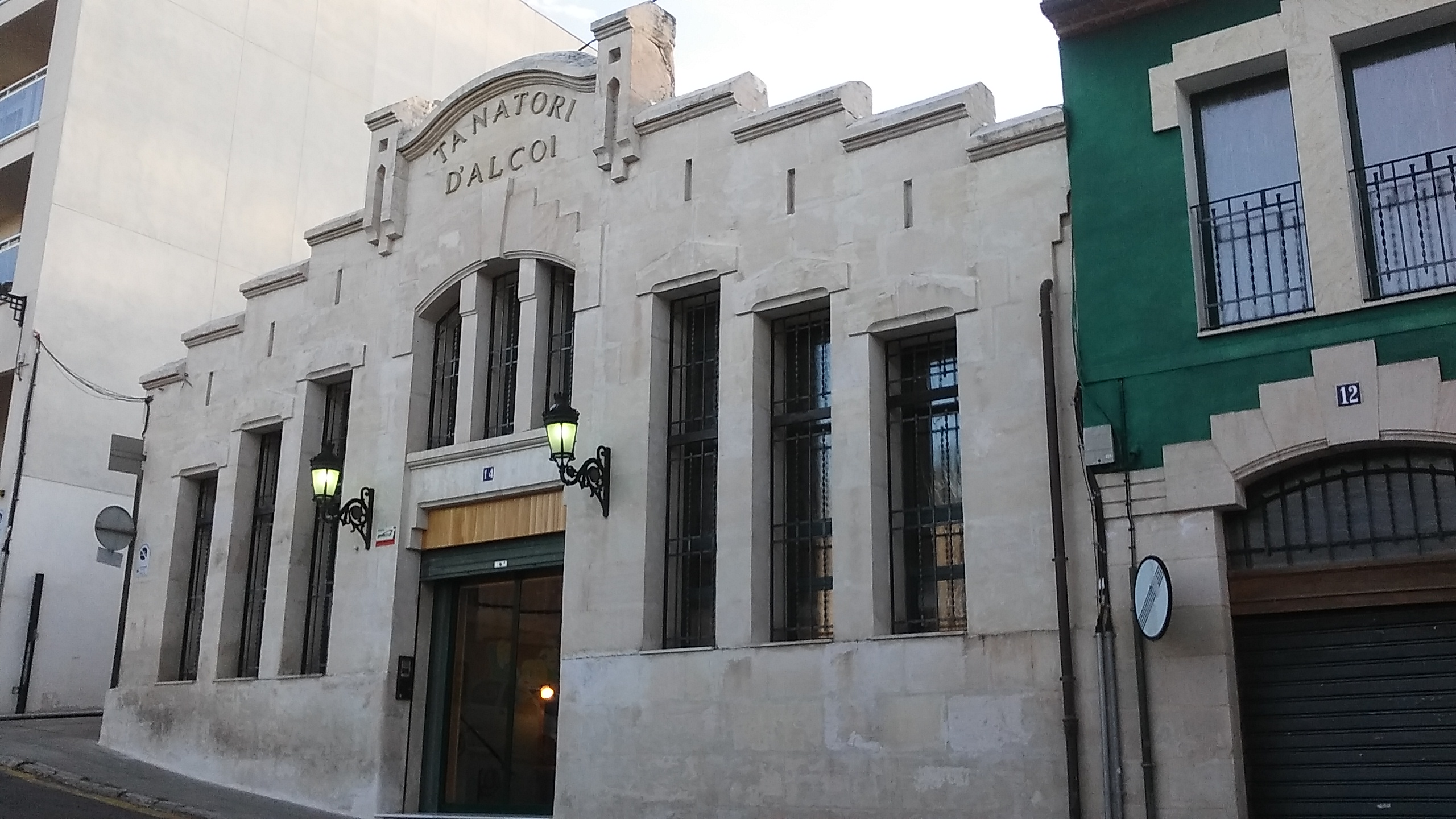
Fabrica El Rosendo in Alcoy (1914)
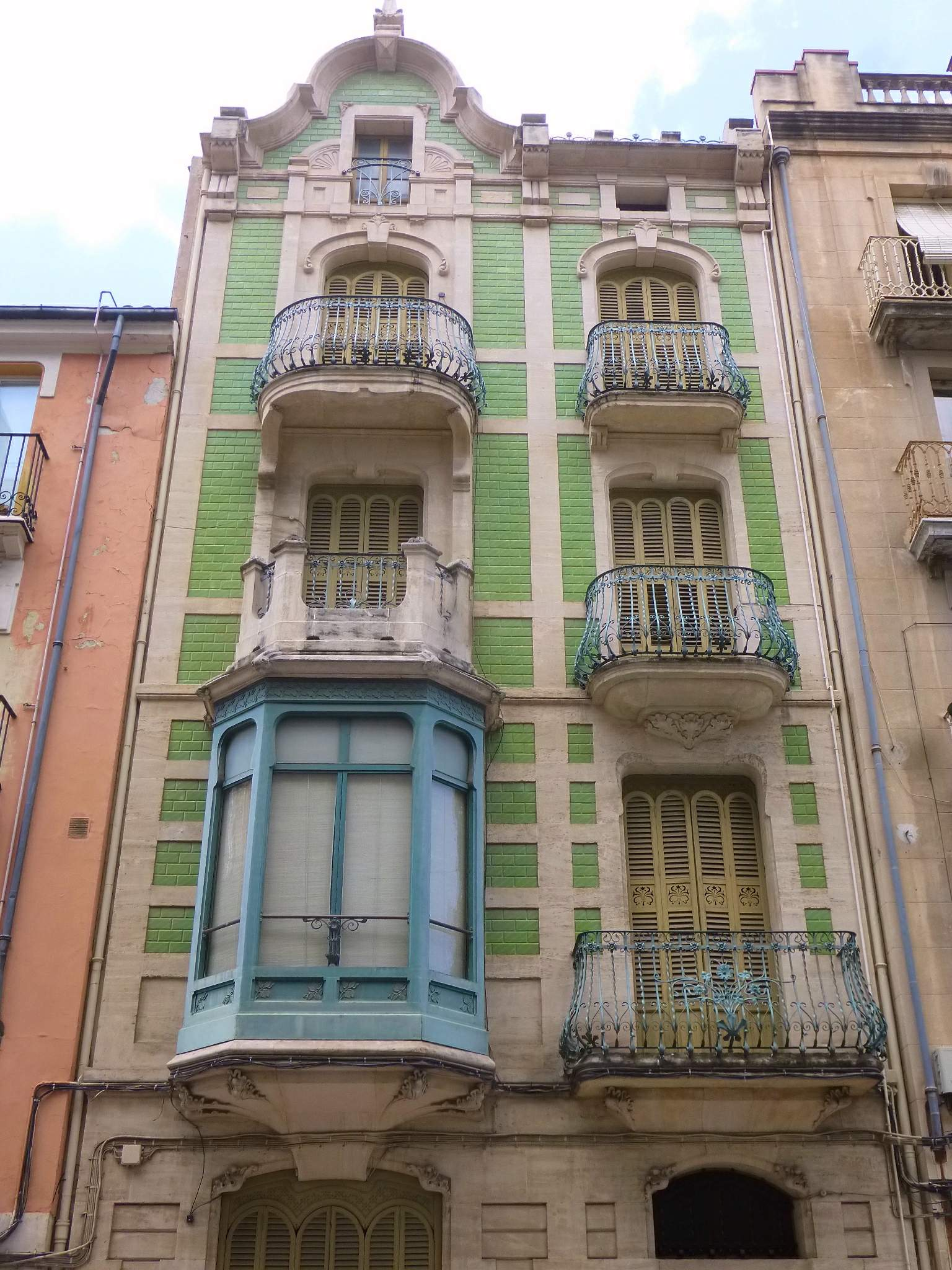
Casa Laporta in Alcoy (1904)
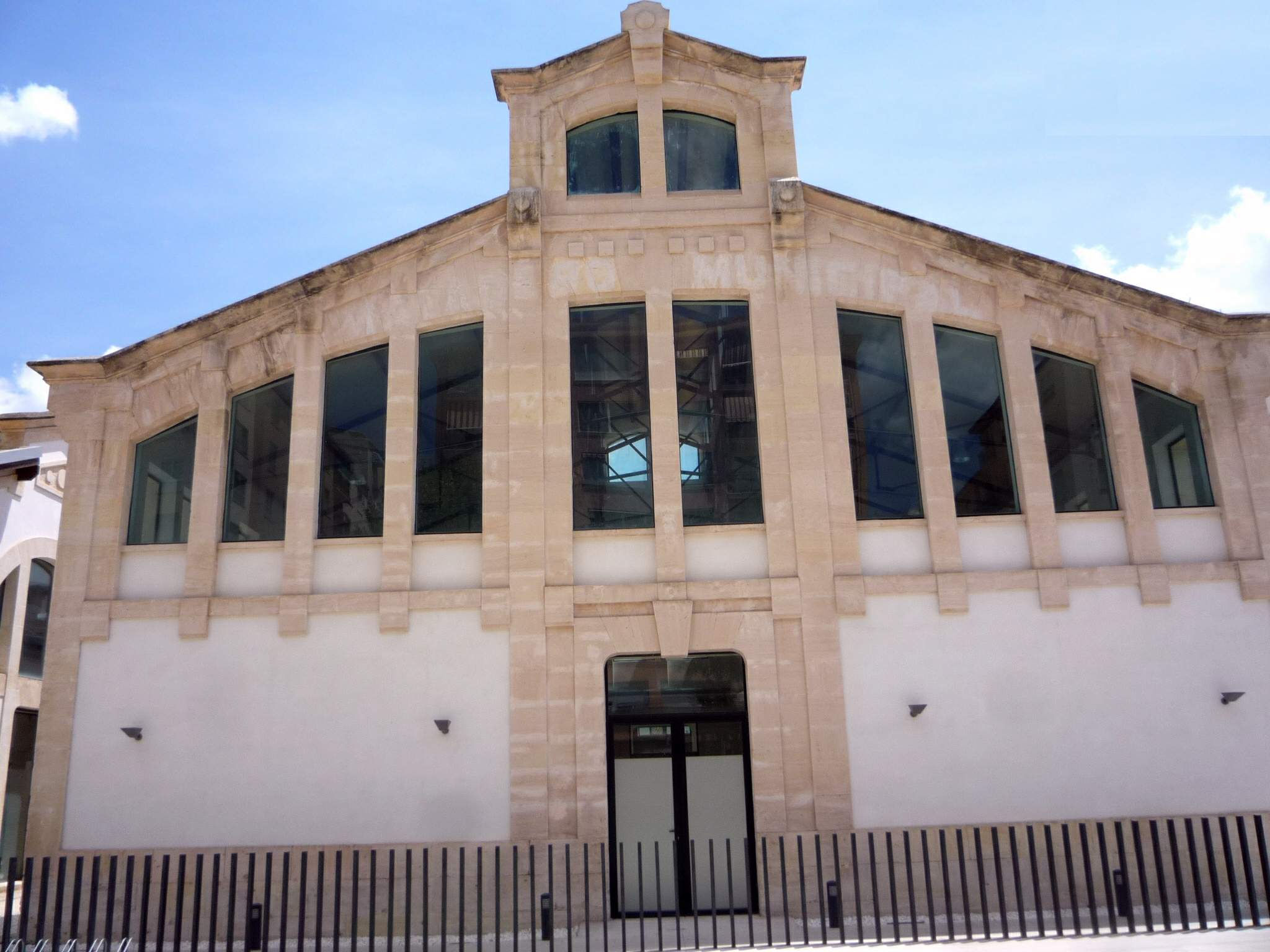
Matadero municipal in Alcoy (1911)
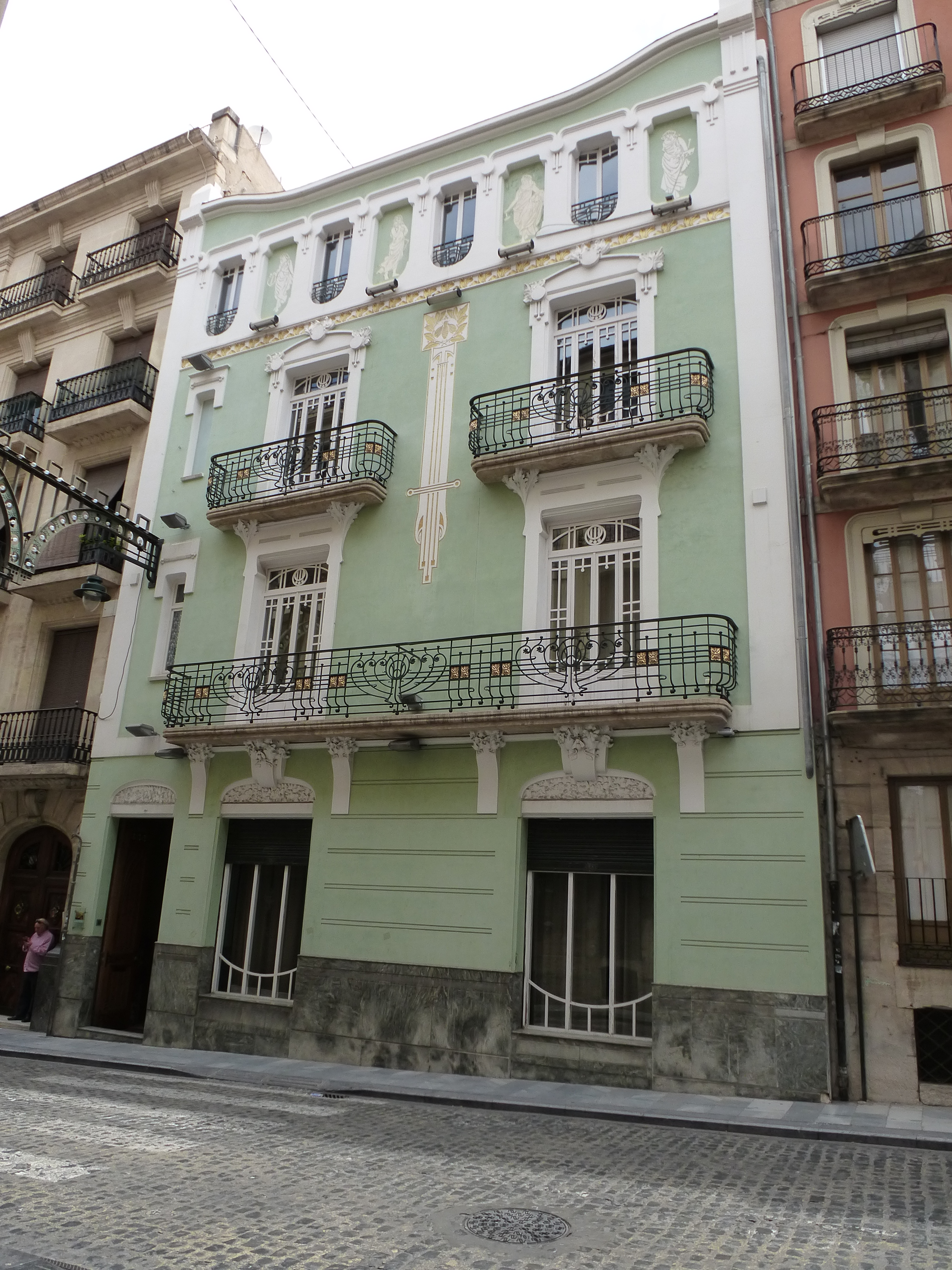
Círculo Industrial in Alcoy (1909-1911)

- Gemeinsame Normdatei: 1031219145
- International Standard Name Identifier: 0000 0004 0002 6286
- Virtual International Authority File: 295860189